# Stefan Lazarević

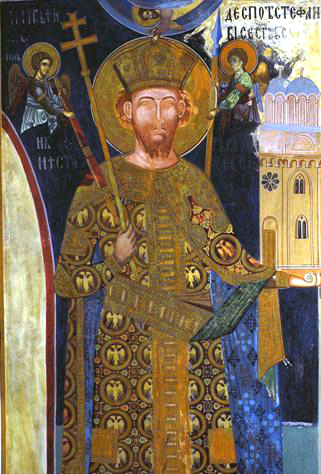
Stefan Lazarević, Kloster Manasija 1407–1418

Stefan Lazarević, serbisch-kyrillisch Стефан Лазаревић (* 1377 in Kruševac; † 18. Juli 1427jul. in Markovac bei Crkvine, Byzantinisches Reich) war ein serbischer Despot und Literat, Begründer und Erbauer der serbischen mittelalterlichen Residenz in Belgrad und eigentlicher Erneuerer des spätmittelalterlichen Serbischen Reiches. An Stefans Hof bildete sich um den literarisch tätigen Despoten gleichzeitig ein Literatenzirkel. Stefan wurde durch seinen Biographen Konstantin zwar bald nach seinem Ableben die umfangreichste und bei weitem als historische Quelle bedeutendste Hagiographie der serbischen mittelalterlichen Literatur zuteil, heiliggesprochen wurde er aber erst 500 Jahre nach seinem Ableben am 1. August 1927.

## Familie
Lazarević war der Sohn des 1389 in der Schlacht auf dem Amselfeld gefallenen serbischen Fürsten Lazar Hrebeljanović und der Fürstin Milica. Er war mit Helena verheiratet, der Tochter von Francesco II. Gattilusio, dem Fürsten von Lesbos. Stefan blieb kinderlos und erwählte noch zu Lebzeiten auf dem Staatsrat in Srebrenica 1426 Đurađ Branković zu seinem Nachfolger. Auf seinem Totenbett befahl Stefan seinen Dienern, Durda schnellstmöglich herbeizuholen, um die Nachfolge sicherzustellen („Po Đurđa, po Đurđa“).

## Politisches Wirken

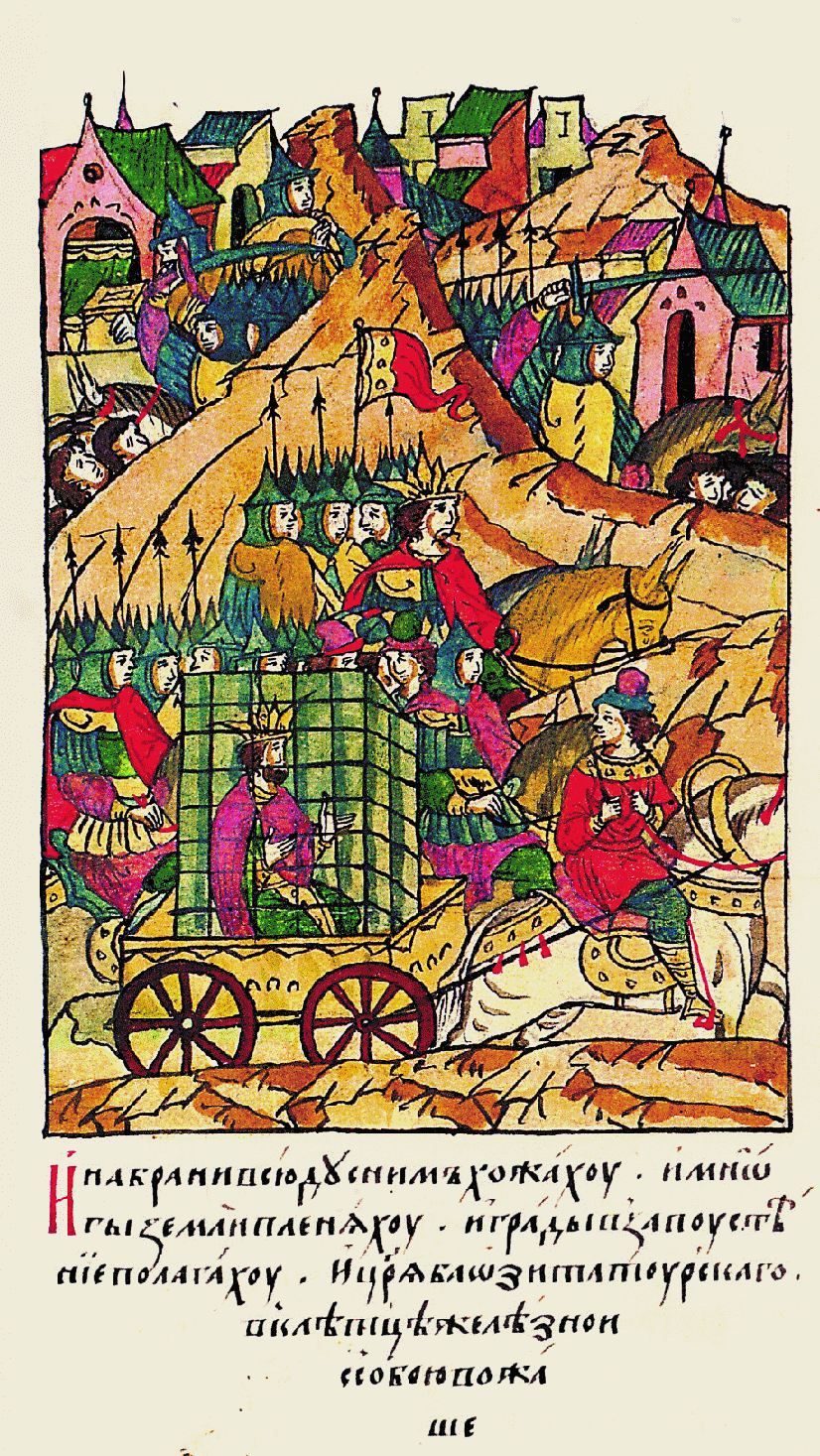
Tamerlan nimmt Sultan Bayezid in Gefangenschaft. Miniatur aus der Weltchronik Iwans des Schrecklichen

Stefan Lazarević regierte das bereits zerfallende mittelalterliche Serbische Reich von 1389 bis 1427. Er war osmanischer Vasall und musste den Osmanen Waffendienst leisten, trug u. a. maßgeblich zu deren Sieg über die christliche Allianz in der Schlacht bei Nikopolis 1396 bei und kämpfte für diese auch in der Schlacht bei Ankara 1402, als die Mongolen unter Timur Lenk den Osmanen eine schwere Niederlage zufügten. Stefan Lazarević wandte sich danach Ungarn zu und bekam große Lehen vorwiegend in Südungarn. Er zwang die lokale Herrscherdynastie der Branković im Kosovo und Nordmazedonien unter seine Hoheit, gewann 1421 die Zeta (Montenegro) der Balšić und konnte so den größten Teil des alten Serbien unter seiner Herrschaft vereinen (Zentralserbien bis vor Skopje, Montenegro, Nordalbanien sowie gut die Hälfte der heutigen Vojvodina). Stefan Lazarević war bekannt für seine Ritterlichkeit, schrieb Poesie (Kosovo-Säule, das Wort der Liebe etc.) und nahm als orthodoxer Christ am Konzil von Konstanz (1414–1418) teil. Nach einigen Quellen soll er dem Drachenorden angehört haben. Er starb 1427 an einem Schlaganfall. Da er keine Nachkommen hatte, übernahm die Herrschaft in Serbien sein Neffe Đurađ Branković.
1402, nach der Schlacht bei Ankara, machte Stefan Lazarević auf der Rückreise Halt in Konstantinopel, wo ihm der byzantinische Kaiser Johannes VII. den Despotentitel verlieh. Er übernahm ebenfalls das Wappen der Palaiologen, das den serbischen Verhältnissen entsprechend umgewandelt bis heute Teil des Wappens Serbiens ist: Ein silbernes (bzw. weißes) Kreuz in rotem Feld und zwischen den Balken des Kreuzes die vier Buchstaben C, kyrillisch für S.

### Aufstand des Adels und Feldzüge gegen Musa
Nach der Schlacht auf dem Amselfeld 1389 entstand ein Machtvakuum, das viele Adelige nutzten und sich de facto verselbständigten. Um den Zerfall seines Staates zu verhindern, führte Lazarević ab 1402 eine rigorose Politik gegen den Adel, den er weitgehend entmachtete. Viele flohen zu Đurađ Branković, der damals in Gegnerschaft zu seinem Onkel stand. Am Ende schlug sich sein eigener Bruder Vuk Lazarević zu den Aufständischen. Vuk machte Ansprüche auf die Hälfte des Staates geltend und hoffte, diese mit Hilfe Süleymans zu verwirklichen. Er wurde von Musa, einem weiteren Anwärter auf den osmanischen Thron, erdrosselt. Aufgrund der neuen Gefahr durch Musa mussten die Aufständischen die Herrschaft Stefan Lazarevićs akzeptieren. Lazarević selbst unterstützte Musas Bruder Mehmed I. und verhalf diesem zum Sieg über Musa 1413. Als Anerkennung bekam er von Mehmed Srebrenica, Niš und Gebiete östlich von Niš. Die Beziehungen zu Mehmed blieben bis zu dessen Tod freundschaftlich.

### Krieg mit Venedig
Nachdem ihm sein Neffe Balša III. die Zeta im heutigen Montenegro vermacht hatte, musste sich Lazarević Venedig stellen, das Ansprüche auf die Zeta erhob. Noch unter Balša versuchte die Seerepublik, sich Zetas zu bemächtigen. Einer neuen Staatsdoktrin seit dem Ende des 14. Jahrhunderts folgend betrieb Venedig eine Ausweitung seiner Festlandsmacht. Als Lazarević die Zeta erbte, der zudem mit der mächtigen genuesischen Patrizierfamilie Gattilusio verschwägert war, dazu Vasall Ungarns, mit dem Venedig ebenfalls im kriegerischen Konflikt lag, sah sich die Seerepublik noch mehr in ihrer Politik gegenüber der Zeta angespornt. 1421 bemächtigte sie sich der Küstenstädte Kotor, Budva und Bar und zog in das Hinterland. Lazarević schickte seine Armee entgegen. Den ersten Siegen über die Venezianer folgte eine Niederlage. 1422 startete er eine neue Offensive. Da er jedoch eine neue osmanische Invasion befürchtete, drängte er auf einen Sonderfrieden, der 1423 geschlossen und 1426 offiziell unterzeichnet wurde. Venedig behielt Kotor, Paštrovići zwischen Budva und Bar, Ulcinj und Shkodra, Lazarević wiederum Grbalj, das heutige Tivat, Budva, Bar und Vau i Dejës nahe Shkodra.

### Osmanische Invasion und bosnischer Krieg
Anders als sein Vater Mehmed I. verfolgte Murad II. eine aggressivere Politik gegenüber seinen Nachbarstaaten, vor allem Byzanz. 1422 wurde Konstantinopel belagert, Einfälle in die Walachei waren an der Tagesordnung. König Sigismund plante einen neuen Kreuzzug gegen die Osmanen, den auch Lazarević unterstützte. Diesem zuvorkommend ging Murad in die Offensive und begann 1425 einen großangelegten Feldzug gegen Serbien. Mit ungarischer Hilfe konnten die Osmanen aus Serbien schließlich zurückgedrängt werden. Den osmanischen Angriff ausnutzend, griff der bosnische König Tvrtko II. Srebrenica an, um sich dieser reichen Bergwerksstadt zu bemächtigen. Kaum hatte er die Osmanen geschlagen, überraschte Lazarević den bosnischen König und dessen Truppen. Tvrtko musste sich bis nach Jajce zurückziehen und einem Frieden zustimmen.

## Kulturelle Bedeutung

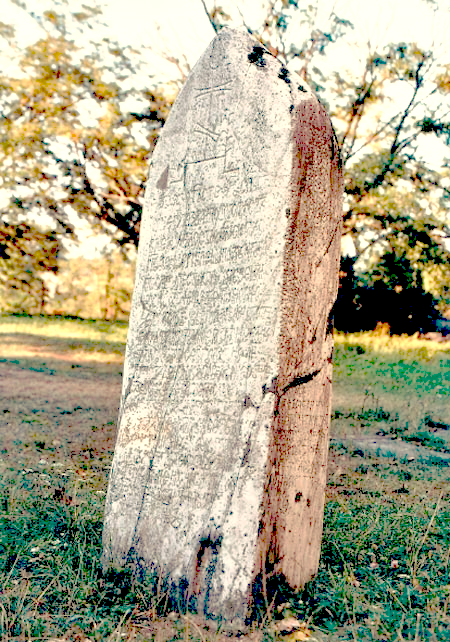
Text zum Tod des Despoten Stefan Lazarevićs auf dem Marmorobelisk in Crkvina von 1427

Am Hofe und in den Klöstern Stefan Lazarevićs wirkten Gelehrte aus dem gesamten Südosteuropa, die Zuflucht vor den Osmanen suchten. Sie regten die letzte Kulturblüte des mittelalterlichen Serbien an. Ihr literarisches Wirken, hauptsächlich Übersetzungen aus dem Griechischen, wird heute als die Schule von Resava (Zweitname des Klosters Manasija) bezeichnet. Stefan Lazarević betätigte sich auch als Übersetzer und versuchte sich als Poet.
Die Architektur und Malereien werden der Moravaschule zugerechnet, die auch die benachbarte Walachei beeinflusste.
Der bedeutendste Gelehrte war der Bulgare Konstantin von Kostenec, auch Konstantin der Philosoph genannt, der als einer der letzten byzantinischen Universalgelehrten galt und die Vita des Despoten Stefan Lazarević verfasste. Neben seinen Viten und Übersetzungen reformierte er die serbische Redaktion der kirchenslawischen Schrift. Dieses Serbisch-Kirchenslawisch war die hauptsächliche Schriftsprache Serbiens bis in das 18. Jh., der Walachei bis in das 16. Jh. und eine der Amtssprachen in der Frühzeit des Osmanischen Reiches.
Die bedeutendsten Bauwerke jener Zeit sind die Klöster Manasija und Kalenić. Die ebenfalls unter Stefan Lazarević erbaute Metropolitenkirche von Belgrad wurde in späteren Jahrhunderten zerstört.
Trotz dieses kulturellen Schaffens herrschte am Hofe Lazarevićs puritanische Strenge. So waren z. B. lautes Lachen und Musik verboten. Die Kleidung und Mode bestimmte er. Der Überlieferung nach unterhielt er eine Ritterschule, wohl eher eine Kampfschule, die es im damaligen Europa öfter gab (Gladiatores etc.). Die Weise, mit der in Serbien gekämpft wurde, spricht für eine Orientierung an deutschen Kampfmethoden. Deutsche Ritter und Söldner wie Palman Bracht dienten schon unter Zar Stefan Dušan. So waren auch die so genannten schweren Panzerreiter die Elitetruppe Lazarevićs, die u. a. den Ausschlag gaben für den Sieg der Osmanen bei Nikopolis 1396. In dieser Zeit taucht in Serbien und Südosteuropa erstmals die Spada schiavonesca, das slawische Schwert, auf.
Nachdem Stefan die Zentralgewalt über die Selbstherrschaft des Adels durchgesetzt hatte, ordnete er an, dass der Adel in der Hauptstadt Belgrad zu verweilen habe. Dadurch hatte er jederzeit Kontrolle über den Adel. Die Bevölkerung hatte zweimal jährlich eine Goldmünze als „Herdsteuer“ abzugeben. Davon ging die Hälfte als Tributzahlung an die Osmanen; sie betrug jährlich 50.000 Goldmünzen. Neben der Herdsteuer hatte die Bevölkerung auch Abgaben für den Befestigungsbau Belgrads zu leisten. Trotz dieser schweren Besteuerung besserte sich vieles für die Menschen, vor allem in der Rechtsprechung. Die meisten finanziellen Einnahmen hatte Lazarević durch die Bergwerke Serbiens. Allein die Bergwerksstadt Srebrenica begab jährlich über 20.000 Goldmünzen, weswegen sie der größte Anstoß für die Konflikte mit Bosnien war, da Bosnien Srebrenica für sich beanspruchte. Dennoch war Serbien wirtschaftlich in vielem von der Handelsrepublik Dubrovnik abhängig, das die Märkte in Serbien dominierte. Lazarević versuchte, den heimischen Handel zu fördern und damit ein Gegengewicht zu Dubrovnik zu schaffen. Unter seinem Nachfolger Đurađ Branković scheiterten diese Pläne, Dubrovnik blieb der „Bankier“ Serbiens.

## Bestimmung Belgrads als Residenz und spirituelles Zentrum
Eine für die Geschichte Serbiens weitreichende Entscheidung Stefans wurde die Wahl von Belgrad als neuer Residenz seines Despotats, für die neben dem grundlegenden Neubau der Festung von Belgrad die Errichtung von Fünf Kirchen, darunter der Belgrader Metropolkirche mit der Translation von universellen christlichen Konstantinopoler Reliquien – Kaiser Konstantin der Große und der Byzantinischen Kaiserin Theophano – in die Palastkapelle Stefans, die Stadt zu einem spirituellen Zentrum und überregionalen christlichen Wallfahrtsort bestimmten. Neben diesen universellen Kulten fanden sich auch solche von lokalen orthodoxen Heiligen die mit der Überführung der Petka Paraskeva aus Veliko Tarnowo die Ambition der Herrschaft Stefans in Bezug zur Neugründung Belgrads als – umbiculus mundi (Zentrum der Erde) – wie sie in der von Konstantin Kostenezki verfassten vollständigsten und umfangreichsten historischen Quelle der serbischen mittelalterlichen Literatur in der Vita des Despoten Stefan Lazarević interpretiert wird.
Belgrad bildete von 1404 bis 1427 das Zentrum des spätmittelalterlichen serbischen Staates. Stefan stellte dabei ein aufwendiges Besiedlungs- und Bebauungsprogramm für das großteils verfallene ehemals spätantiken-byzantinischen Kastell auf, in der die Belgrader Festung aufwendig ausgebaut und den wehrarchitektonischen Erkenntnissen byzantinischer, orientalischer und westlicher Befestigungen gestaltet wurde. Im Zentrum fanden sich das Schloss des Despoten mit dem Großen Donjon und der Palastkapelle als bedeutendem Heiligenschrein. In der Dreiteiligen Stadt aus Ober- und Unterstadt sowie dem Schlossbezirk fanden sich insgesamt fünf Kirchen in der die Belgrader Mitropolie den zentralen spirituellen Ort bildete.
Von den schriftlichen Zeugnisse aus der Zeit hat sich die Charta von Belgrad erhalten, in der Stefan diese als schönsten Ort der Welt betitelt. Für die Stadt als Kapitale des Despoten wurde zudem eine Lobrede (encomium) Belgrads, als einzige der serbischen Literatur und in Anklang der Laudes Konstantinopels und Jerusalems in der byzantinischen Literatur in der Vita des Despoten von Konstantin Kostenezki verfasst. Belgrad ist hierin explizit in direkten Vergleich zu Jerusalem gesetzt und ist darin ein Ort der Theophanie und des Paktes zwischen Gott und dem serbischen Volk. Die Topographie der Stadt ist darin explizit als Abbild Neu-Jerusalems beschrieben, in der die heiligen Städten mit denen in Belgrad assoziiert werden. So ist der Donjon des Schlosses mit Zion identifiziert, die Metropolien-Kirche der Entschlafung Mariae, die wie die gleichnamige Konstantinopels Beschützerin der Stadt war, mit Gethsemane und Kirdron. Selbst die Ereignisse nach dem Tode des Despoten werden in Konstantins Vita als Szenen der Apokalypse beschrieben, eine Gewitterwolke umschloss die Stadt und demonstrierte das Beisein Gottes; eine Deesis formte sich im Himmel mit der Ikone Christi, der Heiligen Jungfrau und Johannes dem Täufer, die von der Altarschranke der Belgrader Metropolitenkirche sich weit über die Stadt erhob.  
Mit der klaren Intention die Serbische Kapitale als umbilicus mundi darzustellen, beschreibt Konstantin wie der Despot die Stadt bevölkerte, wie der Palast des Despoten ein Abbild des Himmlischen Palastes, des Paradises, Jerusalem und gleichzeitig wie der Imperiale Palast Konstantinopels, heilig und beschützt von Gott ist (hieron palation, theophylakton palation). Der Palast ist hierin die Sublimierung der Stadt des Reiches sowie der Ökumene. Auch bemüht sich Konstantin in Analogie zu Jerusalem und Konstantinopel den Topos der sieben Hügel Belgrads zu nennen. Belgrad wird in der Metapher als Neues Jerusalem und Neues Konstantinopel im Speziellen durch die Reliquien die der Despot zusammengetragen und in Belgrad aufbewahrte bekräftigt. Darunter war die Rechte Hand von Konstantin dem Großen die weitaus bedeutendste. Stefan selbst bemühte sich eine Genealogie zu dem ersten und bedeutendsten christlichen Kaiser zu beanspruchen. Reliquien der Byzantinischen Kaisern Theophano bildeten gleichzeitig eine Demonstration der Ideologie des Despoten als Herrscher, wie auch den idealen Lebensweg nach dem der Serbische Despot eiferte und Staatsideologie als auch seine eigene persönliche Spiritualität reflektierten. Kaiserin Theophano als Exempel des angelikos bios (engelgleichen Lebens im Mönchtum) bildete das eigentliche Ideal das Stefan innerhalb seines Palastes verwirklichen wollte. Mit der eschatologischen Erwartung der Endzeit, die in Verbindung mit dem Näherrücken des byzantinischen Jahres 7.000, das in der byzantinischen Theologie mit dem Beginn der posthistorischen Ära im Eschaton verbunden wurde (nach der damaligen Kalenderrechnung im Serbischen Reich nach der Byzantinischen Ära entspricht das Byzantinische Jahr 7.000 nach heutiger Gregorianischer Zeitrechnung dem Jahr 1492), wurde die essentielle Bedrohung des serbischen Reiches durch die Osmanen auch als dessen Vorzeichen gedeutet. 
Die spirituelle Weihung Belgrads unter das Schutzpatronat der Heiligen Mariae trat visuell in der Belgrader Ikone der Maria Hodegetria, die als Schutzikone am Östlichen Stadttor angebracht war symbolisch in der Stadttopologie deutlich hervor. Mit der weiteren topologischen Bestimmung der einzelnen neuerrichteten Kirchen und Reliquienorte stellten diese sakralen Orte eine ideelle sakrale Topographie der Stadt, die sie als "Neu-Jerusalem" abbilden sollten und die Spiritualisierung der spätbyzantinischen Kultur im Zeitalter Stefans kennzeichneten.

## Legenden
Vieles von den Erinnerungen an Stefan Lazarević wurde später in Balladen im Genre der Bugarštice als Legenden und Sagen an die epische Person Königsohn Marko übertragen. So wird u. a. einer seiner engsten Verbündeten Philippo Scolari als der Blutsbruder Markos Filip Mađarin genannt. Des Weiteren gilt in serbischen Legenden Johann Hunyadi als der uneheliche Sohn Stefan Lazarevićs.